# Alice de Hainaut
Alice de Hainaut, comtesse de Norfolk (? - 26 octobre 1317), est la fille de Jean Ier de Hainaut et de Philippa de Luxembourg. Elle est la seconde épouse de Roger Bigot, comte-maréchal.

## Biographie
Alice de Hainaut est la fille de Jean Ier de Hainaut, comte de Hainaut, de Hollande et de Zélande, seigneur de Frise, et de Philippa, fille d'Henri V de Luxembourg et de Marguerite de Bar,. Son père a hérité du comté de Hollande lorsque son cousin, Jean Ier de Hollande, meurt sans descendance en 1299 à l'âge de quinze ans.
Alice de Hainaut a plusieurs frères, dont l'un, Guillaume Ier de Hainaut, est le père de la femme d'Édouard III, Philippa de Hainaut. Un autre de ses frères est Jean de Beaumont qui joue un rôle dans l'invasion de l'Angleterre en 1326 par Isabelle de France et Roger Mortimer. Un troisième frère, également nommé Jean, était promis à Blanche de France, fille de Philippe III de France, mais il est tué en 1302 à la bataille de Courtrai. Elle a pour sœur Marie, duchesse de Bourbon.
Alice devient la seconde épouse de Roger Bigot, 5e comte de Norfolk, comte-maréchal d'Angleterre, le dernier de la lignée des Bigot de Norfolk. Sa première épouse était Aline Basset, veuve de Hugues le Despencer, 1er baron le Despencer (mort en 1265), fille et héritière de Sir Philip Basset et d'Hawise de Lovaine, avec qui il n'avait pas eu d'enfants,.
Les négociations pour le mariage étaient en cours en 1289. Le 12 juin 1290, Norfolk désigne vingt-deux manoirs d'Est-Anglie comme douaire d'Alice, et le 13 juin obtient l'autorisation d'inféoder 300 livres de terrain à lui-même et Alice. Peu de temps après, Alice et Roger sont mariés au manoir royal de Havering dans l'Essex. Selon Morris, le mariage pourrait avoir été destiné à renforcer les intérêts anglais dans les Pays-Bas, d'autant plus que, deux semaines plus tard, en juillet, Édouard Ier marie sa fille, Marguerite, avec Jean III de Brabant.
En 1296, le couple assiste au mariage du cousin du père d'Alice, Jean Ier de Hollande, avec la fille d'Édouard Ier, Élisabeth.
Le comte de Norfolk meurt avant le 6 décembre 1306,. Il n'a eu aucune descendance par ses deux mariages, et à sa mort, conformément à un accord qu'il avait conclu avec le roi le 12 avril 1302, le comté de Norfolk et la fonction de comte-maréchal revint à la Couronne,,. Cependant sa veuve a continué à être connue comme la comtesse-maréchal. En 1371, des décennies après sa propre mort, elle fut désignée dans le testament de Wauthier de Masny comme « Alice de Hainaut, la comtesse-maréchal »,. Masny a doté la Chartreuse de Londres, demandant aux moines de prier pour son âme et celles de sa femme Marguerite de Norfolk et d'Alice de Hainaut, entre autres.
Alice demeure veuve pour le restant de sa vie. Peu de temps après la mort de son mari, elle écrit au lord grand chancelier, demandant que « pour l'amour de Dieu et de la charité, l'un des commis de longue date de son époux reçoive l'élévation ecclésiastique qui lui avait été promise ». En 1309, elle prévoit un pèlerinage à Saint-Jacques-de-Compostelle et obtient une protection d'un an à cette fin.
Au printemps 1310, le pirate flamand John Crabbe saisit un navire transportant des vêtements, des bijoux, de l'or, de l'argent et d'autres biens d'une valeur de 2 000 livres appartenant à la comtesse. Comme révélé dans une lettre de plainte d'Édouard II à Robert III de Flandre, datée du 29 mai 1310, le navire se trouvait dans le détroit de Douvres, à destination de Londres, lorsqu'il a été attaqué par Crabbe, alors capitaine du De la Mue. Bien que le roi ait envoyé d'autres lettres au comte, Crabbe n'a pas été traduit en justice. En 1315, certains des hommes de Crabbe sont punis, mais aucune restitution n'est faite, à la suite de quoi le roi ordonna la saisie des navires et des marchandises des commerçants flamands de Londres pour indemniser la comtesse,,.
Alice de Hainaut meurt le 26 octobre 1317,. Elle aurait laissé un testament. En 1333, John de Framlingham, recteur de Kelsale, ordonna à un aumônier et deux assistants de prier pour l'âme de la comtesse,.